# Scotty Mattraw
Scotty Mattraw (Winfield Scott Mattraw) est un acteur américain né le 19 octobre 1880 à Evans Mills, New York (États-Unis), décédé le 9 novembre 1946 à Hollywood (États-Unis).

## Filmographie
- 1924 : Le Voleur de Bagdad (The Thief of Bagdad) : Eunuch
- 1927 : The Return of the Riddle Rider
- 1927 : One Glorious Scrap : Scotty
- 1928 : Le Masque de cuir (Two Lovers) : Dandermonde Innkeeper
- 1928 : Haunted Island
- 1928 : Arizona Cyclone (en) de Joseph H. Lewis : Scotty
- 1928 : A Made-To-Order Hero : Scotty
- 1928 : Quick Triggers : Scotty
- 1929 : Captain Cowboy
- 1934 : The Merry Frinks : Fat Man
- 1934 : One More River de James Whale : Juryman
- 1934 : Il était une bergère (Babes in Toyland) : Town Crier
- 1935 : Okay Toots! : Fat Man
- 1935 : George White's 1935 Scandals : Fat Man
- 1935 : Escapade : Cab Driver
- 1936 : Private Number : Houseman
- 1936 : Under Your Spell : Sponsor
- 1937 : L'Incendie de Chicago (In Old Chicago) d'Henry King : Beef King
- 1937 : La Mascotte du régiment (Wee Willie Winkie) : Merchant
- 1937 : Blanche-Neige et les Sept Nains (Snow White and the Seven Dwarfs) : Bashful (voix)